# 老马起义旧址
老马起义旧址，位于中国广东省湛江市遂溪县界炮镇老马村，为遂溪县的一个县级文物保护单位，类型为近现代重要史迹及代表性建筑，公布时间为1985年12月27日。
老马起义旧址的历史年代为清代。